# البارجة اليابانية هييي
كانت هييي (比叡) بارجة تابعة للبحرية الإمبراطورية اليابانية خلال الحرب العالمية الأولى والحرب العالمية الثانية.